# Memecylon buxifolium
Memecylon buxifolium är en tvåhjärtbladig växtart som beskrevs av Carl Ludwig von Blume. Memecylon buxifolium ingår i släktet Memecylon och familjen Melastomataceae.
Artens utbredningsområde är Madagaskar. Inga underarter finns listade i Catalogue of Life.